# Гайяр, Реми
Реми Гайяр (фр. Rémi Gaillard; род. 7 февраля 1975 в Монпелье, Франция) — французский комик и видеоблогер. С марта 2012 года занимает семнадцатое место по количеству подписчиков среди комиков на YouTube.

## Биография и творчество
Суть деятельности Гайяра заключается в том, чтобы всяческим образом удивить, и даже шокировать случайную публику, представляющую собой ничего не подозревающих граждан, которые гуляют по городу, ездят на машинах, сидят на стадионе, загорают на пляже и т. п.
Гайяр начинал свою деятельность во Франции, в родном городе Монпелье, затем снимал документально-развлекательные ролики в Париже. Свой первый скетч Реми снял в 1999 году с другом в Монпелье, в 2001 году открыл свой веб-сайт nimportequi.com. Гайяр объясняет свои неординарные поступки тем, что однажды его не приняли на работу в обувной магазин. «С тех пор» — как говорит Реми, «я стал всё время посвящать тому, чтобы веселиться и веселить окружающих». В самом начале он обретает популярность благодаря своему каналу на youtube.com, где он выкладывает ролики, привлекающие средства массовой информации и большое количество журналистов. В 2010 году случился яркий случай в жизни Гайяра, когда экс-президент Франции Жак Ширак похвалил его за отличную игру на матче, в котором Гайяр не играл, но чудным образом подстроил этот розыгрыш и выбежал на поле в роли одного из футболистов французского футбольного клуба «Лорьян» (во время празднования победы в Кубке Франции).
Гайяр и сам хорошо играет в футбол. На его канале YouTube есть ролики с футбольными трюками, в одном из них он соперничает в мастерстве с Роналдо.
Дальнейшей популярности на YouTube он добился благодаря пародиям на Рокки Бальбоа, Pac-Man, Марио и Санта Клауса, а также своими видео на футбольную тему. В последнее время его розыгрыши часто сопровождаются переодеванием в большие костюмы животных, в том числе свиньи, собаки, кошки, черепахи, улитки, пчелы, акулы, кенгуру, паука, бобра, мухи, гориллы, цыплёнка, пингвина, жирафа, голубя, кролика, бабочки, летучей мыши и овцы. Он также наряжался как бомба.
На официальном сайте Гайяра более чем 2,8 миллиарда просмотров его видео. Самый популярный ролик Реми «Кенгуру» набрал более 92 млн просмотров.
Гайяр всегда каким-то образом обходит охрану и выбегает в те места, куда вход посторонним категорически запрещен. Например, студия передачи «С Добрым Утром» (французское утреннее шоу, выходящее в прямом эфире), футбольное поле, поле для регби, теннисный корт, волейбольное поле, мототрасса во время интервью мотоциклистов, шоу бодибилдеров.
Вначале он выступал и разыгрывал людей в одиночку (все ролики снимались скрытой камерой), затем к розыгрышам подключились друзья и другие желающие.
Девиз Гайяра «Делая что угодно, становишься кем угодно» (фр. C'est en faisant n'importe quoi qu'on devient n'importe qui), произошёл от классической французской пословицы «Дело делу учит» (фр. C'est en forgeant qu'on devient forgeron).
25 июля 2021 года Реми снял видеопародию на Олимпиаду. В первом эпизоде он в форме фехтовальщика нападает с рапирой на пасечника в похожем защитном обмундировании. Пчеловод сперва убегает, а затем переходит в наступление. В одном из кадров «копьеметатель» хватает удочку рыбака и мечет ее в воду как копье. Также в ролике Гайяра пародировали велосипедистов, ватерполистов, гребцов, гандболистов, игроков в поло и других спортсменов.

## Фильмография[4]
В 2011 году снялся в документальном фильме андерграундного художника Бэнкси «The Antics Roadshow».
В 2014 году вышел полудокументальный фильм о жизни Гайяра с ним в главной роли - «WTF! Какого чёрта?».